# Buen amigo (tango)
Buen amigo es un tango cuya letra pertenece a Carlos Marambio Catán  en tanto que la música es de Julio De Caro. Fue grabado por 12 de mayo de 1925 por el Sexteto Julio De Caro para RCA Victor y, posteriormente, por otros artistas. El autor dedicó la obra al eminente cirujano Enrique Finochietto. 

## Los autores
Juan Carlos Marambio Catán, (Bahía Blanca, provincia de Buenos Aires, Argentina, 30 de julio de 1895 – Mendoza, Argentina, 15 de febrero de 1973), fue un cantor y compositor de tangos. Es conocido por haber colaborado con Enrique Santos Discépolo en una letra para el tango El choclo y por haber compuesto el tango Acquaforte.

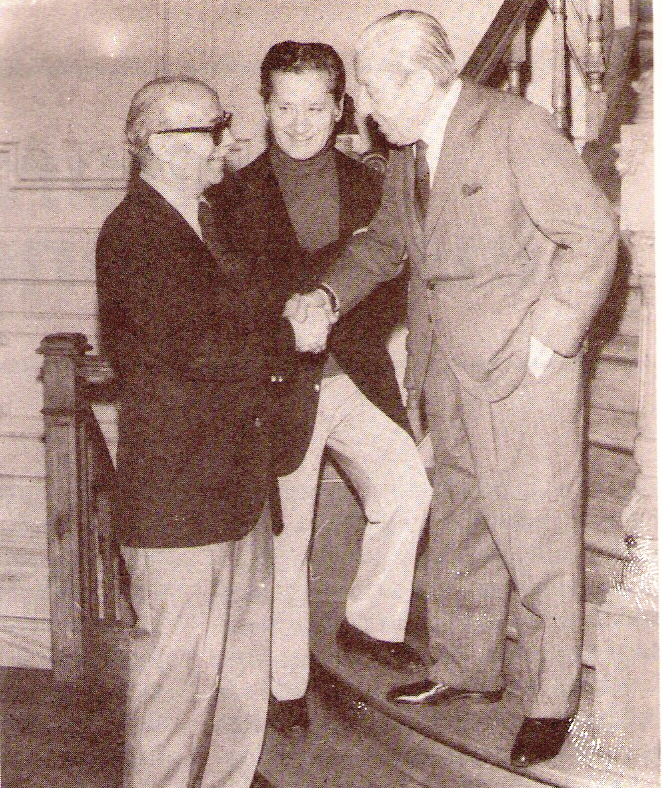
Ernesto Sabato, Ben Molar y Julio de Caro.

Julio de Caro (Buenos Aires, 11 de diciembre de 1899 - Mar del Plata, 11 de marzo de 1980), fue un destacado violinista, director de orquesta y compositor de tango argentino, considerado como uno de los músicos que tuvo gran influencia en el género. Como compositor y como arreglador, De Caro lleva a un grado mayor de elaboración y sutileza el recurso -habitual en el tango- de las contramelodías ejecutadas por el violín; como compositor, los tangos de De Caro se mueven con un espectro más elegante de recursos armónicos y melódicos; lo mismo sucede en su faceta de arreglista y aun en la de intérprete. Esta apropiación por parte del tango de elementos pertenecientes a la música culta -o esta apropiación del tango por parte de compositores y estratos sociales que veneraban a la música europea- ha permitido a los estudiosos a referirse a una "época decareana".
Julio de Caro grabó este tango en 4 oportunidades: dos instrumentales el 12 de mayo de 1925 y en 1930, con la voz de Agustín Volpe en 1942 y con el cantor Orlando Verri en 1950.

## Historia
Una noche del año 1924 estaban cenando el eminente cirujano Enrique Finochietto con el doctor Pedro Chutro y con Florencio Lezica en el suntuoso cabaré Chantecler cuando el director de la orquesta Julio De Caro bajó del escenario y, violín en mano, se acercó lenta y respetuosamente a la mesa y, dirigiéndose a Finochietto, señalando con el arco hacia uno de los mozos, le dice —Doctor Finochietto, a aquel mozo que usted ve triste y llorando, le han dicho que su mujer se morirá esta noche por una enfermedad grave del abdomen. —No se aflija, amigo —respondió el médico, que dejó los cubiertos y dijo: “Vamos a ver a esa señora.” Esa misma noche, casi de madrugada, hizo el diagnóstico y la intervención quirúrgica que se requería para salvar a la paciente, haciéndose cargo de todos los gastos. A la noche siguiente se enteró De Caro y al volver a su casa después de la actuación, conmocionado todavía por el episodio, escribió el tango de un tirón  y en agradecimiento al cirujano, se lo dedic+o con el nombre de Buen amigo.
De Caro en sus memorias da una versión ligeramente diferente del hecho, indicando como esposo de la paciente no ya a un mozo del cabaré sino a un amigo al que identifica como “Tito”. La versión de Pedro Maffia, que era bandoneonista de la orquesta, también varía en algo. Dice que De Caro llegó a la tarde con el tango inconcluso, por lo que le agregó al principio un fragmento de la zamba Mi manta pampa, de Guillermo Barbieri y lo unió al resto con la melodía del tango Shusheta de Juan Carlos Cobián. Lo estrenó de inmediato en el Chantecler, debió repetirlo varias veces a pedido del público y cuando esa noche llegó Finochietto el director pudo dedicárselo personalmente. Amuchástegui y Del Priore informan que no obstante la historia narrada, en partituras posteriores el tango apareció dedicado “a Sebastián Lezica”.
Cuando el príncipe de Gales, más adelante Eduardo de Windsor, viajó por primera vez a Buenos Aires en el invierno de 1926, se entusiasmó con la orquesta de Julio De Caro y con Buen amigo en particular y al regresar a su país se llevó la pieza impresa en discos y en papel.

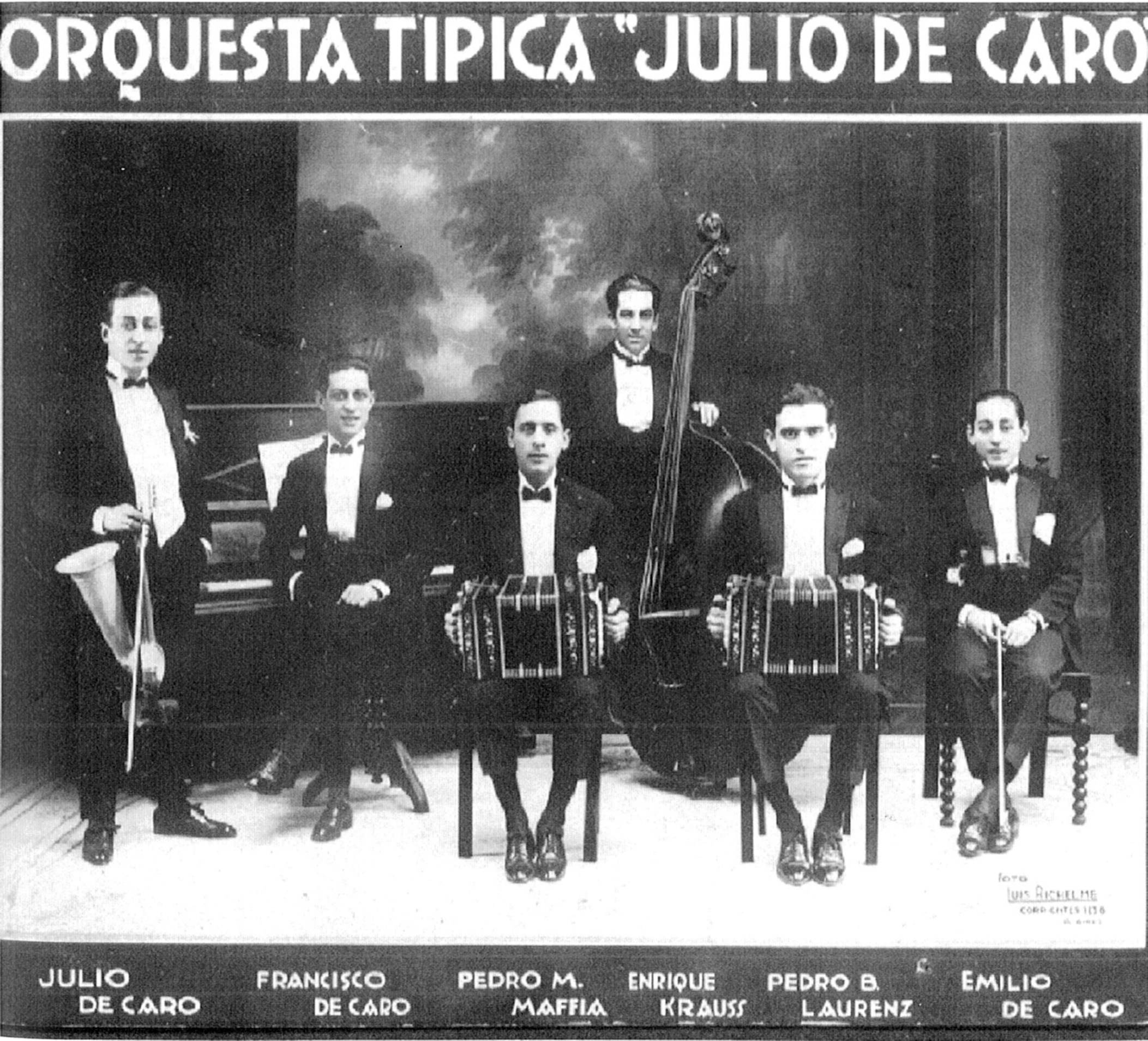
Orquesta Típica Julio De Caro

## Grabaciones
Entre otras grabaciones además de las mencionadas de Buen amigo  se encuentran las siguientes:
- Aníbal Troilo y orquesta (instrumental) el 11 de julio de 1946 para RCA Victor.
- Osvaldo Pugliese y su orquesta (instrumental) el 26 de marzo de 1958 para Odeon.
- Pedro Maffia y su orquesta el 26 de marzo de 1958 para RCA Victor.
- Héctor Varela con su orquesta.
- Armando Pontier
- Ernesto Baffa
- Alberto Di Paulo
- Raúl Garello con su conjunto y con la Orquesta de Tango de Buenos Aires.
- Luis Stazo